# Операционный усилитель 741
Операцио́нный усили́тель 741 (другие обозначения: uA741, μA741) — универсальный интегральный операционный усилитель второго поколения на биполярных транзисторах. Оригинальный μA741 был разработан в 1968 году Дэвидом Фуллагаром из Fairchild Semiconductor на основе разработанного Бобом Видларом LM101. В отличие от LM101, использовавшего внешний конденсатор частотной коррекции, в μA741 этот конденсатор был выполнен непосредственно на кристалле ИС. Простота применения μA741 и совершенные для своего времени характеристики способствовали широкому применению новой схемы и сделали её «типовым» универсальным ОУ. Несмотря на появление значительно лучших по характеристикам аналогичных микросхем, ОУ 741 и его клоны по состоянию на 2015 год все ещё выпускаются множеством производителей (например LM741, AD741, К140УД7).

## Структура ОУ
Структуры ОУ различных марок различаются, но в основе лежит один и тот же принцип. ОУ второго и последующих поколений состоят из следующих функциональных блоков:
1. Дифференциальный усилитель
  - Входной каскад — обеспечивает усиление при малом уровне шума, высокое входное сопротивление. Обычно имеет дифференциальный выход.
2. Усилитель напряжения
  - Имеет высокий коэффициент усиления по напряжению, спад Амплитудно-частотной характеристики как у однополюсного фильтра низких частот, обычно единственный (то есть, не дифференциальный) выход.
3. Выходной усилитель
  - Выходной каскад — обеспечивает высокую нагрузочную способность по току, низкое выходное сопротивление, ограничение выходного тока и защиту от короткого замыкания в нагрузке.

## Токовые зеркала
Части схемы, обведённые красной линией, являются токовыми зеркалами. Первичный ток, который задаёт все остальные токи, определяется напряжением питания ОУ и резистором 39 kΩ (плюс два падения напряжения на диодном переходе). Первичный ток составляет примерно
| {\displaystyle I_{\text{ref}}={\frac {V_{{\text{S}}+}-V_{{\text{S}}-}-2V_{\text{be}}}{39\,{\text{k}}\Omega }}.} | (1) |

Режим входного каскада по постоянному току задаётся двумя токовыми зеркалами слева. Токовое зеркало, образованное транзисторами Q8/Q9, позволяет работать с большими синфазными напряжениями на входе, не выходя при этом из активного режима работы транзисторов. Токовое зеркало Q10/Q11 косвенно используется для установки тока покоя входного каскада. Этот ток устанавливается резистором 5 кОм. Цепь задания тока смещения работает следующим образом. Если ток входного каскада начинает отличаться (отличие обнаруживает транзистор Q8) от значения, заданного транзистором Q10, это отражается в токе Q9, что приводит к изменению напряжения в точке соединения коллекторов Q9 и Q10. Это напряжение, поступая на базы Q3 и Q4, уменьшает отклонение тока входного каскада от номинального. Таким образом, постоянная составляющая тока входного каскада стабилизирована глубокой отрицательной обратной связью.
Токовое зеркало Q12/Q13 обеспечивает для усилителя класса А постоянный ток нагрузки, этот ток практически не зависит от выходного напряжения ОУ.

## Дифференциальный входной каскад
Часть схемы, обведённая синей линией, является дифференциальным усилителем. Транзисторы Q1 и Q2 работают как эмиттерные повторители, они нагружены на пару транзисторов Q3 и Q4, включённых как усилители с общей базой. Помимо этого Q3 и Q4 согласуют уровень напряжения и обеспечивают предварительное усиление сигнала перед подачей его на усилитель класса А.
Дифференциальный усилитель из транзисторов Q1 — Q4 имеет активную нагрузку — токовое зеркало, состоящее из транзисторов Q5 — Q7. Транзистор Q7 увеличивает точность (равенство токов в ветвях) токового зеркала путём уменьшения тока сигнала, отбираемого с коллектора Q3 для управления базами транзисторов Q5 и Q6. Это токовое зеркало обеспечивает преобразование дифференциального сигнала в недифференциальный следующим образом:
- Ток сигнала через коллектор Q3 поступает на вход токового зеркала, при этом выход зеркала (коллектор Q6) соединён с коллектором Q4.
- Здесь токи коллекторов Q3 и Q4 суммируются, поскольку для дифференциальных входных сигналов сигнальные токи через транзисторы Q3 и Q4 равны по абсолютному значению и противоположны по направлению.

Таким образом, сумма вдвое превышает токи, текущие через транзисторы Q3 и Q4. Напряжение сигнала на коллекторе Q4 в режиме холостого хода равно произведению суммы сигнальных токов и сопротивлений коллекторов Q4 и Q6, включённых параллельно. Это произведение относительно велико, поскольку сопротивления коллекторов для токов сигнала большие.
Следует отметить, что ток базы входных транзисторов ненулевой и дифференциальное сопротивление входа ОУ 741 составляет примерно 2 MΩ.
ОУ имеет два вывода балансировки (на рисунке обозначены Offset), которые обеспечивают возможность подстройки напряжения смещения входа ОУ до нулевого значения. Для подстройки нужно подключить к выводам потенциометр.

## Усилительный каскад класса А
Часть схемы, обведённая пурпурной линией, является усилительным каскадом класса А. Он состоит из двух n-p-n транзисторов, включённых как пара Дарлингтона. Коллекторной нагрузкой является выходная часть токового зеркала Q12/Q13, благодаря чему достигается высокое усиление этого каскада. Конденсатор ёмкостью 30 пФ обеспечивает частотно-зависимую отрицательную обратную связь, которая повышает устойчивость ОУ при работе с внешней обратной связью. Такая техника называется компенсация Миллера, она функционирует практически так же, как и интегратор, построенный на ОУ.

Полюс может находиться на достаточно низкой частоте, например 10 Гц для ОУ 741. Соответственно, на этой частоте происходит спад −3 дБ амплитудно-частотной характеристики ОУ при разомкнутой петле внешней обратной связи. Частотная компенсация обеспечивает безусловную стабильность ОУ в широком диапазоне условий и тем самым упрощает его применение.

## Цепи смещения выхода
Часть схемы, обведённая зелёной линией, предназначена для правильного смещения транзисторов выходного каскада. Эта часть схемы представляет собой умножитель напряжения база-эмиттер - двухполюсник, поддерживающий на своих выводах постоянную разность потенциалов вне зависимости от протекающего тока. Фактически, это аналог стабилитрона, выполненный на транзисторе Q16. Если считать ток базы транзистора Q16 равным нулю, а напряжение база-эмиттер равным 0,625 В (типичное напряжение база-эмиттер для кремниевых биполярных транзисторов), то токи, текущие через резисторы 4,5 кОм и 7,5 кОм, будут одинаковы, а напряжение на резисторе 4,5 кОм составит 0,375 В. Таким образом, напряжение на всём двухполюснике будет равно 0,625 + 0,375 = 1 В. Это напряжение поддерживает выходные транзисторы в чуть открытом состоянии, что уменьшает искажения типа «ступенька».
Поддержание напряжения смещения путём умножения напряжения база-эмиттер примечательно тем, что при изменениях температуры напряжения база-эмиттер меняются одновременно и у смещаемого каскада, и у цепи смещения, то есть температурно-зависимые эффекты взаимно вычитаются. Это обстоятельство значительно улучшает термостабильность режима смещаемых транзисторов, особенно в интегральных схемах, где все транзисторы имеют одинаковую температуру (поскольку находятся на одном кристалле).
В некоторых усилителях, выполненных на дискретных компонентах, функцию смещения выходных транзисторов выполняют последовательно включённые полупроводниковые диоды (обычно два диода).

## Выходной каскад
Выходной каскад (обведён голубой линией) класса AB — двухтактный эмиттерный повторитель (Q14, Q20), смещение которого устанавливается умножителем напряжения Vbe (Q16 и резисторы, соединённые с его базой). На выходной каскад подаётся сигнал с коллекторов транзисторов Q13 и Q19. Диапазон выходных напряжений ОУ примерно на 1 В меньше, чем напряжение питания; это обусловлено падением напряжения на полностью открытых транзисторах выходного каскада.
Резистор сопротивлением 25 Ом в выходном каскаде служит датчиком тока. Этот резистор совместно с транзистором Q17 ограничивает ток эмиттерного повторителя Q14 на уровне примерно 25 мА. Ограничение тока в нижнем плече (транзистор Q20) двухтактного выходного каскада осуществляется путём измерения тока через эмиттер транзистора Q19 и последующего ограничения тока, текущего в базу Q15. В более новых вариантах схемотехники ОУ 741 могут использоваться несколько иные методы ограничения выходного тока.